# Łeonid Krawczuk

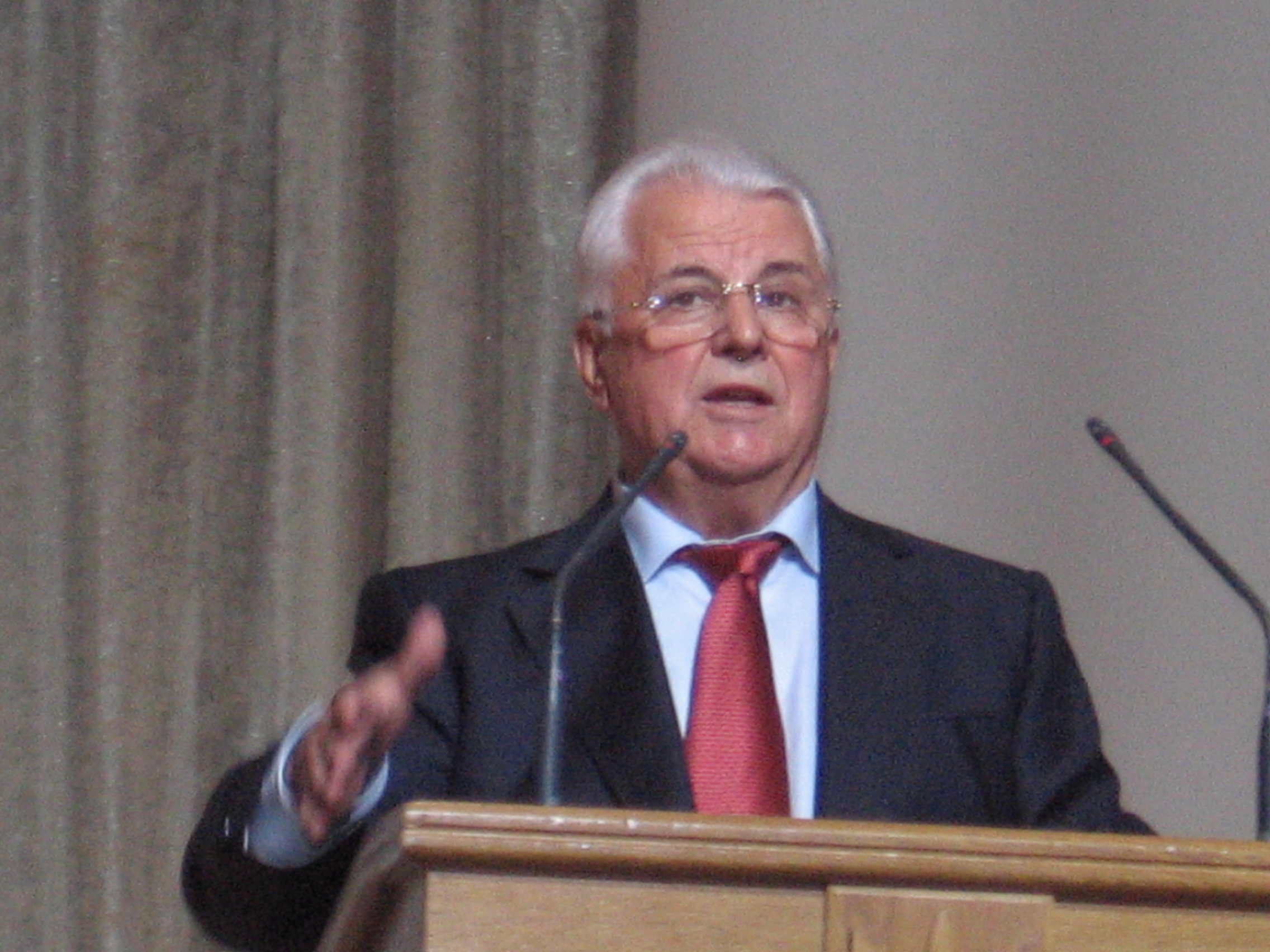
Łeonid Krawczuk przemawiający w Kijowie w 2009

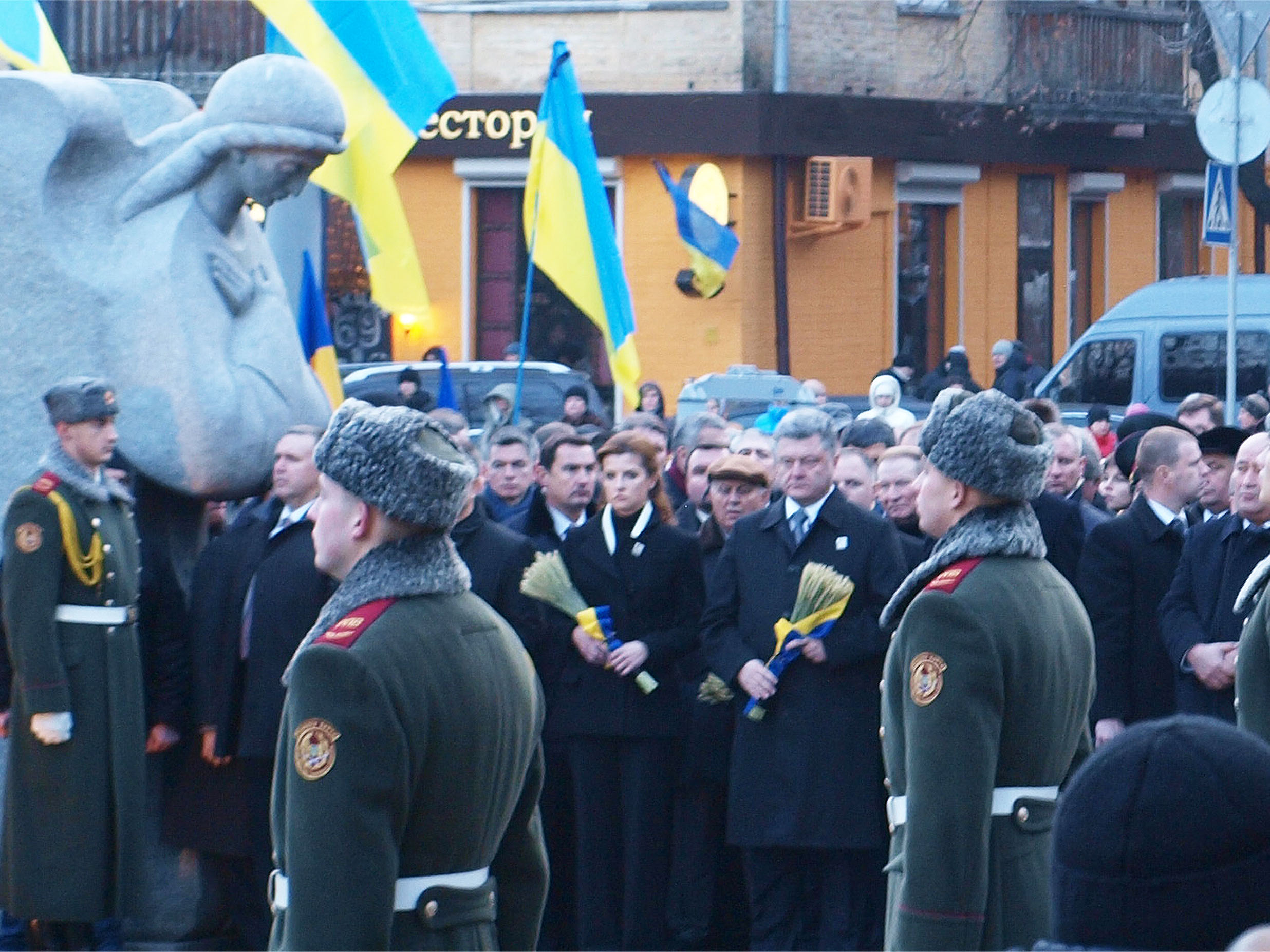
Prezydent Ukrainy Petro Poroszenko oraz byli prezydenci Łeonid Krawczuk, Łeonid Kuczma i Wiktor Juszczenko w 2015 podczas uroczystości upamiętniającej ofiary wielkiego głodu

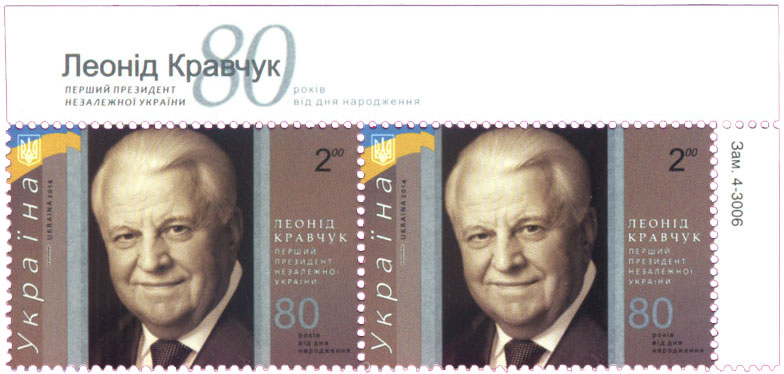
Znaczek pocztowy wydany z okazji 80. urodzin Łeonida Krawczuka

Łeonid Makarowycz Krawczuk, ukr. Леонід Макарович Кравчук (ur. 10 stycznia 1934 w Żytyniu Wielkim, zm. 10 maja 2022) – ukraiński polityk i działacz komunistyczny. W latach 1990–1991 przewodniczący Rady Najwyższej Ukraińskiej SRR i Rady Najwyższej Ukrainy, prezydent Ukrainy w latach 1991–1994, deputowany kilku kadencji Rady Najwyższej Ukraińskiej SRR i Rady Najwyższej Ukrainy. Bohater Ukrainy (2001).

## Życiorys

### Młodość
Urodził się w chłopskiej rodzinie ukraińskiej na obszarze województwa wołyńskiego w Polsce. Jego ojciec Makar służył w polskiej kawalerii. Zginął w 1944, walcząc w szeregach Armii Czerwonej na froncie wschodnim, został pochowany  w masowym grobie na terenie Białorusi.

### Wykształcenie i działalność do 1991
W 1958 został absolwentem studiów na Uniwersytecie Kijowskim. W latach 1967–1970 kształcił się w Akademii Nauk Społecznych przy Komitecie Centralnym KPZR. Uzyskał tam stopień kandydata nauk ekonomicznych na podstawie pracy dotyczącej istoty zysku w socjalizmie i jego roli w kolektywnej produkcji rolnej.
Od 1958 był działaczem Komunistycznej Partii Związku Radzieckiego. W latach 1960–1967 pełnił funkcję kierownika wydziału do spraw agitacji i propagandy regionalnego komitetu KPZR w Czerniowcach. W latach 1981–1991 wchodził w skład Komitetu Centralnego Komunistycznej Partii Ukrainy. W latach 80. poseł X i XI kadencji, w 1990 został deputowanym XII kadencji Rady Najwyższej Ukraińskiej SRR. W latach 1990–1991 członek Biura Politycznego KC KPU. Od lipca 1990 pełnił funkcję przewodniczącego Rady Najwyższej Ukraińskiej SRR (następnie Rady Najwyższej Ukrainy). Wsparł działania niepodległościowe i po ogłoszeniu powstania niezależnego państwa ukraińskiego 5 grudnia 1991 został pierwszym prezydentem Ukrainy (1 grudnia wygrał wybory, pokonując m.in. lidera opozycyjnego Ludowego Ruchu Ukrainy na rzecz Przebudowy Wiaczesława Czornowiła).

### Prezydent Ukrainy
8 grudnia 1991 Łeonid Krawczuk oraz przedstawiciele Rosji i Białorusi (Boris Jelcyn i Stanisłau Szuszkiewicz) podpisali porozumienie białowieskie o rozwiązaniu Związku Socjalistycznych Republik Radzieckich. 22 sierpnia 1992, na uroczystym posiedzeniu ukraińskiego parlamentu w Kijowie, ostatni prezydent Ukraińskiej Republiki Ludowej na emigracji Mykoła Pławjuk przekazał mu państwowe insygnia, uznając, że proklamowana w 1991 Ukraina stała się następcą prawnym Ukraińskiej Republiki Ludowej. W 1992 wspierał metropolitę Filareta w jego działaniach mających na celu stworzenie Ukraińskiego Kościoła Prawosławnego Patriarchatu Kijowskiego.
W 1993 podpisał porozumienia dotyczące dalszych losów Floty Czarnomorskiej i broni jądrowej znajdującej się na terytorium Ukrainy po rozpadzie ZSRR. W tym samym roku wziął udział w uroczystościach poświęconych 60. rocznicy wielkiego głodu na Ukrainie.
W wyborach prezydenckich w 1994 wystartował jako kandydat niezależny. W pierwszej turze zajął pierwsze miejsce, zdobywając 9 977 766 głosów (38,36%). W drugiej turze przegrał z Łeonidem Kuczmą, zdobywając 12 112 442 głosy (45,06%).

### Działalność po prezydenturze
Od 1994 do 2006 zasiadał nieprzerwanie jako deputowany w Radzie Najwyższej. Od 1998 do 2009 był członkiem Zjednoczonej Socjaldemokratycznej Partii Ukrainy. W 1999 został współprzewodniczącym Ogólnoukraińskiego Związku Sił Demokratycznych „Zgoda”. W wyborach prezydenckich w 2004 wspierał aktywnie kandydaturę Wiktora Janukowycza. W listopadzie 2004 został pozbawiony tytułu honorowego doktora nadanego mu w 1999 przez Akademię Kijowsko-Mohylańską, co uzasadniono „nieobywatelskim stanowiskiem podczas pomarańczowej rewolucji”. W wyborach parlamentarnych w 2006 stał na czele listy Opozycyjnego Bloku „Nie Tak!”, który nie przekroczył progu wyborczego.
W 2009 publicznie wezwał ówczesnego prezydenta Wiktora Juszczenkę do rezygnacji. W wyborach prezydenckich w 2010 udzielił poparcia kandydaturze Julii Tymoszenko.
W styczniu 2016 zaproponował przyznanie Krymowi autonomii państwowej w obrębie Ukrainy, a także uznanie specjalnego statusu dla Donbasu. W lipcu 2020 stanął na czele ukraińskiej delegacji do trójstronnej grupy kontaktowej ds. uregulowania konfliktu rosyjsko-ukraińskiego w Donbasie.

## Życie prywatne
W 1957 zawarł związek małżeński. Miał syna Ołeksandra (ur. 1959), który m.in. do 2009 był prezesem klubu piłkarskiego Nafkom Browary.
Wraz z rodziną mieszkał w państwowej daczy w kijowskiej dzielnicy Koncza-Zaspa.

## Odznaczenia i wyróżnienia
- Bohater Ukrainy (2001)[23]
- Order Wolności (2014)[24]
- Order Księcia Jarosława Mądrego I klasy (2020)[25]
- Order Księcia Jarosława Mądrego II klasy (2007)[26]
- Order Księcia Jarosława Mądrego III klasy (2004)[27]
- Order Księcia Jarosława Mądrego IV klasy (1999)[28]
- Order Księcia Jarosława Mądrego V klasy (1996)[29]
- Medal jubileuszowy „20 lat niepodległości Ukrainy” (2016)[30]
- Order Czerwonego Sztandaru Pracy (dwukrotnie)[7]
- Order Rewolucji Październikowej[7]
- Order Świętego Stanisława (odznaczenie prywatne)[31]

## Upamiętnienie
W 2014 poczta ukraińska wypuściła znaczek z jego wizerunkiem.